# Рене Гајер
Рене Ребека Гајер (енгл. Renée Geyer; Мелбурн, 9. новембар 1953 — Џилонг, 17. јануар 2023) била је аустралијска певачица џез, соул и ритам и блуз музике Доживела је велики комерцијални успех као са албумом It's a Man's Man's World и песама Heading in the Right Direction и Stares and Whispers седамдесетих година и песмом Say I Love You осамдесетих година. Гајерова је међународно поштован и тражен пратећи вокал, а сарађивала је са Стингом, Чака Каном, Тони Чилдс, Џо Кокером и многим другим музичарима.
Током каријере објавила је петнаест студијских, четири уживо, један саундтрек и четири компилацијска албума.

## Биографија
Рене Ребека Гајер рођена је 9. новембра 1953. године у Мелбурну као најмлађе од троје деце, од оца Едварда који је мађарско-јевејског порекла и мајке словачко—јеврејскког порекла која је преживела Холокауст. Када је била млада, заједно са породицом преселила се у Сиднеј, где су њени родитељи били менаџери хотела за мигранте. Рене је себе описала као проблематично дете, а родитељи су је сматрали несмотреном. Похађала је неколико школа, а избачена је из приватне школе због крађе. Њен први посао био је на месту рецепционарке у Аустралијском правном друштву.
Године 2000. објавила је аутобиографију под називом „Исповести тешке жене“ (енгл. Confessions of a Difficult Woman), коју је написала заједно са музичким новинаром Едом Нимерволом. У својој књизи отворено је писали о зависности од дрога, сексуалном животу и музичкој каријери. Описала је себе као белкињу, мађарску Јеврејку из Аустралије, која звучи као шездесетпетогодишњи црнац из Алабаме.
Провела је више од десет година у Сједињеним Америчким Државама, али тамо није постигла велики комерцијални успех. Вратила се у Аустралију средином деведесетих година и објавила албум који је доживео комерцијални упех. Рок историчар Ијан Макфарлан описао је музику Гајер као богату, страсну, љупку и „за душу”. Музика коју ствара мешавина је џез, соул и ритам и блуз жанра.
Дана 14. јула 2005. године увршена је на Зид славних Аустралије.

## Музичка каријера

### 1970—1973: Почетак каријере
Када је имала шеснаест година, док је још похађала Сиднејску средњу школу, Гајеровима је почела да пева са џез и блуз бендом Dry Red.. На аудицији за улазак у бенд отпевала је песму To Love Somebody музичке групе Би Џиз. Убрзо је напустила бенд Dry Red како би се опробала у другим, укључујући и успешнији џез и рок бенд Sun. Група је објавила албум под називом Sun 1972 у августу 1972. године, а након тога Рене је напустила бенд и прикључила се бенду  који је изводио ритам и блуз и соул музику, музичке жанрове који су Гајеровој били приближнији.

### 1973—1979: Објављивање првих албума и каријера у Сједињеним Државама
Године 1973. Гајерова је потписала уговор са издавачком кућом RCA Records, која је претходно објавила албум бенда Sun. Соло каријеру је започела објављивањем студијског албума под називом Renée Geyer, у септембру 1973. године. На албуму се налази десет песама, укључујући два сингла, а песме са албума су џез, ритам и блуз и соул жанра. Крајем 1973. године Гајерова је напустила бенд Mother Earth. У августу 1974. године објавила је други студијски албум под називом It's a Man's Man's World, а продуцирао га је Твид Харис. Овај албум био је први од Гајерове који се нашао на некој музичкој листи, на двадесет и осмом месту у октобру 1974. године музичке листе . Истоимена песма са албума је обрада песме Џејмса Брауна из 1965. године, а постала је њен први сингл који се нашао на топ 50 листи Аустралије. Гајерова је формирала бенд Sanctuary, како би промовисала албум.
У новембру 1975. године објавила је албум под називом Ready to Deal. На албуму се налази десет песама, укључујући три сингла, а у октобру 2010. године уврштен је у књигу „100 најбољих аустралијских албума”. Већи део песама написали су чланови бенда Sanctuary, који је је касније преименован у Renée Geyer Band.
Током 1975. године Гајерова је снимила песму Turn on the Lights непосредно пре Савезних избора у Аустралији 1975. године за Либералну странку Аустралије. Наредних година дистанцирала се из Либералне странке и почела да снима песме како би објавила албум у Сједињним Државама, где је потписала уговор са издавачком кућом Полидор рекордс. Пре одласка у Сједињене Државе, са својим бендом снимила је уживо албум Really Really Love You, а он садржи снимке са њеног опроштајног концерта у Мелбурну, 11. априла 1976. године. Албум је објављен у августу 1976. године, а водећи сингл Shaky Ground у септембру исте године. Гајерова се преселила у Лос Анђелес средином 1976. године.
У мају 1977. године Гајерова је објавила четврти студијски албум под називом Moving Along и он је након објављивања био на једанаестом месту листе албума у Аустралији. Продуцирао га је Френк Вилсон, а за америчко тржиште албум је изашао под називом . У Сједињеним Државама радио станице пустиле су неколико песама са албума. Након објављивања албума, Гајерова је стекла поштовање у америчкој музичкој индустрији и радила је неколико година као вокалиста, а повремено се враћала у Аустралију. Док је била у Аустралији, крајем 1977. године објавила је сингл Restless Years који се нашао у аустралијској ТВ серији The Restless Years. Године 1978. појавила се на Валтер Марфијевом концертном албуму Phantom of the Opera. У новембру 1978. објавила је албум под називом Winner који је био на шездесет и деветом месту листе Kent Music Report. Гајерова није била задовољна овим албумом, а након промоције у Аустралији албум и његови синглови нису постигли комерцијални успех.
Шести студијски албум под називом Blues License Гајерова је објавила у јуну 1979. године, а на њему се налази осам песама. Албум се нашао на четрдесет и првом месту аустралијске музичке листе .

### 1980—1991: Наставак каријере у Сједињеним Државама, нови албуми и повратак у Аустралију
Дана 6. новембра 1981. године, Гајерова је објавила седми студијски албум под називом So Lucky. Са албума се истакао сингл Say I Love You који је био пети на листи у Аустралији и први на Новом Зеланду. У стварању албума учествовали су Боб Дилан, Бич бојси, Роб Фрабони, а албум је био соул, рок и ритам и блуз жанра, са нијансама салсе и реге звука. Поред Say I Love You, на албуму су се нашли и синглови Do You Know What I Mean објављен у децембру 1981. године и I Can Feel the Fire, који је објављен у фебруару 1982. године. Године 1982. издавачка кућа Машрум рекордс поново је објавила албум.
Године 1983. Гајерова је објавила други албум уживо под називом Renée Live, на којем се налази дует са Глен Шорок на обради песме Дасти Спрингфилд под називом . У новембру 1983. године Машрум рекордс објавио је албум са највећим хитовима Гајерове, под називом Faves. Након тога Гајерова се вратила у Сједињене Државе крајем 1983. године и концентрисала на афирмисање на музичкој сцени у Лос Анђелесу.
Гајерова је посетила Аустралију и извела три песме током концерта Оз за Африку, у марту 1985. године. Године 1985. Гајерова је потписала уговор са Ворнер мјузик групом и 27. маја 1985. године објавила песму All My Love, а она се нашла на двадесет и осмом месту аустралијске музичке листе синглова.
У мају 1986. године Гајерова је објавила концертни албум Live at the Basement. На албуму се налази осам песама и он је на АРИА додели музичких награда 1987. године био номинован за најбољи албум међу музичаркама. Грејова је гостовала на Стинговом двоструком албуму из 1987. године ...Nothing Like the Sun, као и на синглу We'll Be Together. Снимила је дует са певачем Џо Кокером, за његов албум Unchain My Heart који је објављен 1987. године, а након тога имала са њим турнеју по Европи. Гајерова је гостовала на песми Тони Чајлда под називом Don't Walk Away, која се нашла на његовом албуму . Након тога сарађивала је и са Нил Дајмондом, Бади Гајом, Бони Раит и многим другим музичарима. Такође је снимила песму Is it Hot in Here која је била саундтрек филма Мистична пица из 1988. године. Током 1988. године приступила је бенду  који је потписао уговор са издавачком кућом A&M Records и издао албум под називом .

### 1992—2008: Објављивање нових песама, албума и књиге
Гајерова је посетила Аустралију 1992. године и снимила неколико песама, укључујући и Foggy Highway за мини ТВ серију Seven Deadly Sins. Истоимени албум објављен је у фебруару 1993. године и био је на седамдесет и првом месту аустралијске музичке листе. На саундтрек албуму нашла су се и два сингла, укључујући и Гајерову обраду песме Вилија Нелсона, под називом Crazy. Девети студијски албум Гајерове под називом Difficult Woman објављен је у септембру 1994. године за издавачку кућу Ларкикин рекордс. То је уједно био њен први соло албум након девет година. Након тога вратила се у Аустралију где је имала велики број концерата.
У мају 1998. године Машрум рекордс објавио је албум The Best of Renee Geyer 1973-1998 који се нашао на педесетом месту на Новом Зеланду и педесет и трећем у Аустралији. Албум је објављен са бонус диском на којем се налазе ремиксоване песме, укључујући сингл Say I Love You из 1981. године. Такође, током 1981. године Гајерова је снимила песму Yil Lull. У марту 1999. године објавила је десети студијски албум под називом Sweet Life, а на њему се налази једанаест песама. На АРИА додели музичких награда за 1999. годину албум је номинован у категорији за „најбољи албум за одрасле”.
Године 2000. Гајерова је објавила своју аутобиографију под називом „Исповести тешке жене“ (енгл. Confessions of a Difficult Woman), који је написала заједно са музичким новинаром Едом Нимерволом. Аутобиографија је уследила након истоименог албума из 1994. године. У октобру 2000. године наступала је на отварању церемоније Летњих параолимпијских игри 2000. године у Сиднеју. У августу 2003. објавила је једанаести албум под називом . Албум је био на једанаестом месту АРИА музичке листе.
Четврти концертни албум Гајерове под називом Live at the Athenaeum снимљен је 1. новембра 2003. године, а објављен 11. априла 2004. Дванаести студијски албум под називом Tonight, Гајерова је објавила у априлу 2005. године.
Дана 14. јула 2005. године уврштена је на Зид славних Аустралије. У јулу 2007. године Гајерова је имала улогу у филму Успавана лепотица. Године 2008. позајмила је глас у аустралијском црно-белом анимираном филму Мери и Макс који је режирао Адам Елиот. Гајерова је позвана да буде судија у Аустралијском идолу и Икс фактору Аустралија, али је одбила. Након што је потписала уговор са издавачком кућом Liberation Blue Records, објавила је компилацију Renéesance у мају 2009. године.

### 2009—данас
У јуну 2009. године Гајеровој је дијагностикован рак дојке, а након операције речено јој је да је болест откривена рано и да се очекује потпуни опоравак. У марту 2010. године Ворнер брос Аустралија објавила је компилацијски албум The Ultimate Collection, који је био на двадесет и првом месту музичке листе на Новом Зеланду. У августу 2011. године Гајерова је кажњена због два инцидента током вожње аута, 2010. и 2011. године, када је ударила паркиране аутомобиле и дрво. Њен адвокат је изјавио како је Гајерова изгубила концентрацију због узимања лекова за лечење рака дојке. Осуђена је на новчану казну од 500 долара. У априлу 2013. године Гајерова је објавила петнаести студијски албум под називом . Албум се нашао на двадесет и другом месту музичке листе у Аустралији, а након тога Гајерова је имала музичку турнеју.
у октобру 2018. године Гајерова је наговестила да ради на новом и вероватно последњем албуму. Такође је открила да ће албум бити блуз жанра.